# Michael Kehlmann
Michael Kehlmann est un réalisateur, scénariste et acteur autrichien né le 21 septembre 1927 à Vienne, Autriche et mort le 1er décembre 2005 à Vienne également. 
Il est le père de l'écrivain Daniel Kehlmann.

## Filmographie

### Réalisateur
| - 1954 : Künstlerpech (téléfilm) - 1954 : Jedem das Seine (téléfilm) - 1954 : Klavier zu verkaufen (téléfilm) - 1955 : La Brige und das Gesetz (téléfilm) - 1955 : Falsch verbunden (téléfilm) - 1958 : Das Lächeln der Gioconda (téléfilm) - 1959 : Land, das meine Sprache spricht (téléfilm) - 1959 : Kasimir und Karoline (téléfilm) - 1960 : Fährten (téléfilm) - 1960 : Die Brücke des Schicksals - 1961 : Jack Mortimer (téléfilm) - 1961 : Der jüngste Tag (téléfilm) - 1961 : Er ging an meiner Seite (téléfilm) - 1962 : Das Leben beginnt um acht - 1962 : Einen Jux will er sich machen (téléfilm) - 1963 : Der grüne Kakadu - 1963 : Tod eines Handlungsreisenden (téléfilm) - 1963 : Die Grotte (téléfilm) - 1964 : Sergeant Dower muß sterben (téléfilm) - 1964 : Geschichten aus dem Wienerwald (téléfilm) - 1965 : Radetzkymarsch (téléfilm) - 1965 : Don Juan oder Die Liebe zur Geometrie (téléfilm) - 1965 : Plädoyer für einen Rebellen (téléfilm) - 1966 : Italienische Nacht (téléfilm) - 1966 : Porträt eines Helden (téléfilm) - 1966 : Flieger Ross (téléfilm) - 1966 : Rette sich, wer kann oder Dummheit siegt überall (téléfilm) | - 1967 : Bericht eines Feiglings (téléfilm) - 1967 : Nur kein Cello (téléfilm) - 1967 : Umsonst (téléfilm) - 1968 : Madame Legros (téléfilm) - 1969 : Kurzer Prozeß (téléfilm) - 1969 : Ein Dorf ohne Männer (téléfilm) - 1970 : Mit sich allein (téléfilm) - 1970 : Der Kommissar (série télévisée, 1 épisode) - 1971 : Chopin-Express (téléfilm) - 1972 : Galgentoni (téléfilm) - 1972 : Der Andersonville-Prozess (téléfilm) - 1974 : Nichts als Erinnerung (téléfilm) - 1975 : Zahnschmerzen (téléfilm) - 1978 : Hiob (série télévisée) - 1980 : Glaube, Liebe, Hoffnung (téléfilm) - 1980 : Die weiße Stadt (téléfilm) - 1980 : Felix und Oskar (série télévisée, 6 épisodes) - 1981 : Tarabas (téléfilm) - 1981 : Quartett bei Claudia (téléfilm) - 1982 : Das heiße Herz (téléfilm) - 1983 : Gegenlicht (téléfilm) - 1983 : Mich wundert, daß ich so fröhlich bin (téléfilm) - 1985 : Flucht ohne Ende (téléfilm) - 1972 - 1987 : Tatort (série télévisée, 5 épisodes) - 1990 : Der Meister des jüngsten Tages (téléfilm) - 1991 : Heldenfrühling - 1992 : Die Ringe des Saturn (téléfilm) |

### Scénariste
- 1952 : Abenteuer in Wien
- 1958 : Das Lächeln der Gioconda (téléfilm)
- 1959 : Land, das meine Sprache spricht (téléfilm)
- 1960 : Die Brücke des Schicksals
- 1965 : Radetzkymarsch (téléfilm) d'après le roman de Joseph Roth, La Marche de Radetzky
- 1966 : Italienische Nacht (téléfilm)
- 1966 : Flieger Ross (teleplay)
- 1967 : Umsonst (teleplay)
- 1969 : Kurzer Prozeß (téléfilm)
- 1969 : Ein Dorf ohne Männer (téléfilm)
- 1978 : Hiob (série télévisée)
- 1981 : Tarabas (téléfilm)
- 1983 : Mich wundert, daß ich so fröhlich bin (téléfilm)
- 1985 : Flucht ohne Ende (téléfilm)
- 1972 - 1987 : Tatort (série télévisée, 3 épisodes)
- 1990 : Der Meister des jüngsten Tages (téléfilm)
- 1992 : Die Ringe des Saturn d'Emil E. Reinert (téléfilm)

### Acteur
- 1987 : '38 de Wolfgang Glück
- 1985 : Flucht ohne Ende (téléfilm) : Erzähler
- 1980 : Die weiße Stadt (téléfilm)
- 1953 : Einmal keine Sorgen haben de Georg Marischka
- 1952 : Abenteuer in Wien de Emil E. Reinert : Passfälscher